# Cambra obscura

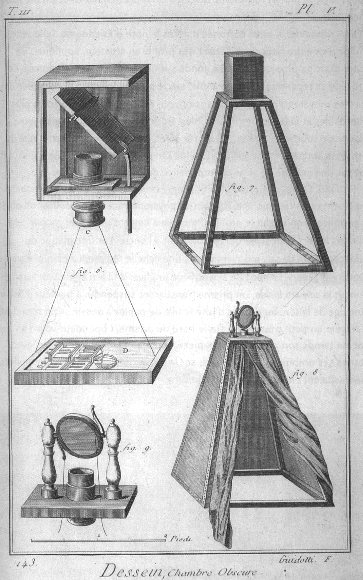
Esquema d'una cambra fosca de finals del.

La cambra fosca o càmera obscura és un instrument òptic capaç d'obtenir la projecció plana d'una imatge sobre part de la seva superfície interior. Constituí un dels dispositius ancestrals que van conduir al desenvolupament de la fotografia. Els dispositius fotogràfics actuals van heretar la paraula cambra de les antigues cambres obscures.
Consisteix en una gran caixa hermèticament tancada en la que entren els raigs de llum reflectits pels objectes de l'exterior únicament a través d'un petit orifici practicat en una de les seves parets. Es produeix un efecte igual que el que succeeix quan s'observa a través d'una lent convergent on en aquest cas es projecta a la paret oposada una imatge de l'exterior invertida verticalment i horitzontalment, més petita i amb els colors fidels a la realitat. Per tant, això significa que la cambra obscura permet veure en una superfície el reflex dels fenòmens exteriors a la cambra. Cal especificar, però, que les imatges projectades no es poden retenir, són efímeres, ja que són produïdes pels rajos de llum. Posteriorment, l'evolució de la cambra obscura derivarà cap a la fotografia, de manera que ja es podran captar les imatges sobre una emulsió.

## Etimologia
El terme càmera obscura (del llatí camera obscura) va ser creat per Johannes Kepler en el seu tractat Ad Vitellionem Paralipomena de 1604. En ell, exposa el funcionament de la càmera obscura, que servirà per desenvolupar l'invent del telescopi.
Al mateix temps el concepte de «càmera» en òptica el va introduir per primera vegada el físic i matemàtic musulmà Alhacén, إبن الهيثم, nascut a Basra el 965. Ell va escriure el primer tractat òptic en el qual demostrava que les teories gregues sobre els rajos lluminosos no tenien fonament i eren errònies. Així, en el seu llibre va argumentar que els rajos lluminosos van des dels objectes a l'ull que els observa i no al revés, com havien afirmat els grecs Aristòtil i Euclides. Va ser el primer en descriure els principis de la "càmera obscura" construint un calaix obscur amb un petit orifici en una de les seves parets que, en ser travessat per un raig de llum, projectava invertida la imatge de l'objecte exterior. Aquest va ser el sistema precursor de les càmeres fotogràfiques modernes.

## Usos
Va ser utilitzada antigament com a ajuda per a dibuixar. La imatge, projectada sobre paper o un altre suport, podia servir de pauta per dibuixar sobre ella. Posteriorment, quan es van descobrir els materials fotosensibles, la cambra obscura es va convertir en càmera fotogràfica estenopeica (la que usa un simple orifici com a objectiu). Aquestes càmeres estaven molt limitades pel compromís necessari en establir el diàmetre de l'obertura: prou reduït perquè la imatge tingués una definició acceptable; prou gran perquè el temps d'exposició no fos massa llarg. L'ús de lents o jocs d'elles com a propòsit va convertir definitivament la cambra obscura en càmera fotogràfica.

## Història

### 30.000 aC fins al 500 aC: possible inspiració per a l'art prehistòric i possible ús en cerimònies religioses,gnòmon

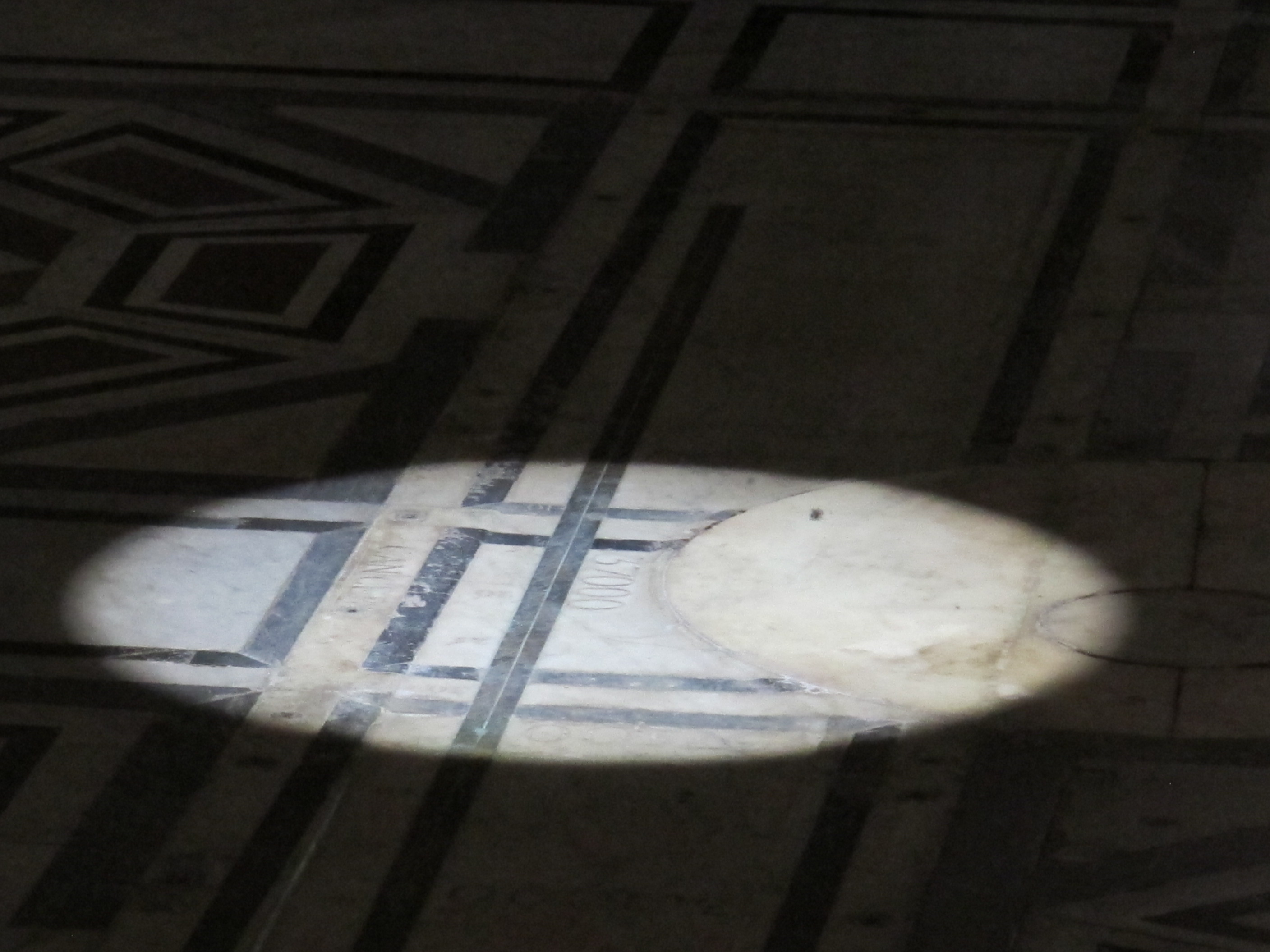
La projecció del gnòmon a la catedral de Santa Maria del Fiore durant el solstici del 21.07.2012

Hi ha teories que les ocurrències dels efectes de la cambra obscura van inspirar pintures rupestres paleolítiques. Les distorsions de les formes dels animals podrien haver estat degudes per les distorsions que es veuen quan les superfícies on estaven projectades les imatges no eren rectes o llises. També hi ha suggeriments que les projeccions de la càmera obscura podrien tenir un paper important a les estructures neolítiques, depenent del tipus d'ombra que es projectés: les del trajecte del sol servien per documentar-se del moviment solar i saber l'hora del dia; les de megàlits llunyans encara no se sap bé la seva funció exacta; i les dels assistents dels xamans quan aquests reunien a un grup de gent a l'estructura tenien el paper de fer creure a les persones que veien les ombres que aquestes eren esperits i que en tocar la paret on es projectaven tocaven amb el més enllà. Alguns astrònoms britànics han arribat a la conclusió de què la gent del Neolític també utilitzava les tombes de passadís amb un forat de 10 graus per poder veure estrelles que apareixien abans de l'ortus i l'ocàs abans que aquestes sostinguessin al cel, segurament per saber quan s'havien de mudar a llocs més alts durant la transició entre l'hivern i la primavera; o per realitzar ritus d'iniciació als joves.
Els gnòmons perforats projectaven una imatge del sol en un forat van ser exposats en els escrits xinesos de Zhoubi Suanjing (1046 aC-256 aC, amb material afegit fins al 220 dC). La ubicació del cercle brillant servia per mesurar els mesos i anys. A les cultures àrabs i europees la seva invenció va ser atribuïda posteriorment l'astrònom i matemàtic egipci Ibn Yunus cap al 1000 EC.
Es creu que alguns antics albiraments de déus i esperits, especialment en el culte al temple, van ser evocats per mitjà de projeccions de la càmera obscura.

### Del 500 aC al 500 dC: primeres referències escrites
Una de les primeres mencions conegudes de la càmera obscura es troben a un escrit xinès datat al segle iv aC. Mozi (墨子), un filòsof xinès i fundador de l'escola de lògica Moïsta va explicar en aquests escrits com la llum projectava imatges invertides sobre una paret quan aquesta llum passava per un petit orifici. No s'han trobat referències de la cambra obscura fins al segle xi.

Posteriorment, el filòsof grec Aristòtil va parlar sobre el tema als seus estudis Problems - Book XV, preguntant:
"Per què quan el sol passa a través de formes quadrilàteres, com per exemple peces de vímet, no produeix una figura de forma rectangular sinó circular?"
i més endavant:
"Per què quan durant un eclipsi, si un ho mira a través d'un garbell o a través de fulles, com un plataner o qualsevol altre arbre de fulla ampla, o si un uneix els dits d'una mà sobre els dits de l'altre, els llamps són de forma creixent quan arriben a terra? És per la mateixa raó que quan la llum brilla a través d'un forat rectangular, sembla circular en forma de con?"
Molts filòsofs i científics de l'oest es van preguntar el mateix abans d'arribar a la conclusió que les formes circulars eren les projeccions del sol. Una imatge projectada tindrà la forma de l'obertura quan la font de llum, l'obertura i el pla de projecció estan molt a prop. En canvi, la imatge projectada tindrà la forma de la font de llum quan estan molt separats (les formes que ells veien eren circulars a causa de la forma del sol).

Per tal de comprovar les seves sobre la llum Aristòtil va construir la primera cambra obscura de la qual es té notícia en la història. La va descriure de la següent manera: 
"Es fa passar la llum a través d'un petit forat fet en una habitació tancada per tots els seus costats. A la paret oposada al forat, es formarà la imatge del que es trobi davant".
Euclides també va mencionar el fenomen de la cambra obscura per demostrar que la llum viatjava en línia recta al seu estudi Optics (300 AEC). No obstant això, en algunes traduccions no es poden trobar les observacions de res semblant a la cambra obscura. Això podria deure's al fet que Ignazio Danti l'any 1573 va afegir una anotació de la càmera obscura a la seva traducció.
Al segle iv, l'erudit grec Teó d'Alexandria va observar que quan la llum de les espelmes passava per un forat il·luminava una paret quan aquesta estava directament en línia amb l'obertura i el centre de l'espelma.

### 500 al 1100: Experiments i estudi de la llum
El mag Merlí (539) utilitzava la càmera obscura amb fins estratègics durant la guerra que el rei Artús va mantenir contra els saxons. Als seus escrits, parlava que el forat s'havia de fer amb la banya d'un unicorn. Per això durant un temps es va dir la cambra màgica.
Al segle vi, el matemàtic i arquitecte romà d'Orient Antemi de Tral·les va experimentar amb els efectes relacionats amb la cambra obscura. Antemi coneixia i entenia com funcionava l'òptica, cosa que va demostrar al diagrama del raig de llum que va crear l'any 555 EC.
El segle ix, Al-Kindí va demostrar que quan la llum del costat dret d'una flama passava per l'obertura, acabava al costat esquerre de la pantalla. En canvi, la llum del costat esquerre de la flama quan passava per l'orifici acabava al costat dret de la pantalla.
El segle x, Yu Chao-Lung projectava imatges d'una pagoda a una pantalla per tal d'estudiar la direcció i divergència dels raigs de llum.
El físic àrab Ibn al-Hàytham (965-1039) va explicar en el seu llibre sobre l'òptica (Book of Optics) que els rajos de llum viatjaven en línies rectes i es distingien pel cos que reflecteix els raigs.

Ibn al-Hàytham va descriure la càmera obscura i va realitzar un seguit d'experiments. Aquests experiments van consistir en deixar passar llum per diferents obertures. Per fer això va utilitzar 3 espelmes col·locades en línia recta. Entre les espelmes i la paret va col·locar una forma retallada amb l'objectiu de veure quins efectes es produïren. 
La imatge del sol en el moment de l'eclipsi, tret que sigui total, demostra que quan la llum passa per un forat rodó estret i s'emet en un pla enfront d'aquest forat, es pren la forma d'una lluna minvant. La imatge del sol mostra aquesta peculiaritat només quan el forat és molt petit, quan el forat s'engrandeix, la imatge canvia i el quan es produeix aquest canvi, l'amplada augmenta. Quan l'obertura és molt àmplia, la lluna minvant desapareixerà, i la llum apareixerà rodona quan el forat és rodó, quadrat si el forat és quadrat i si la forma de l'obertura és irregular, la llum de la paret adoptarà aquesta forma, sempre que el forat sigui ampli i el pla sobre el qual es llanci sigui paral·lel al forat.
Al-Hàytham també va analitzar els raigs de llum solar i va arribar a la mateixa conclusió que Aristòtil. Ibn al-Hàytham informà que ells no havien inventat la cambra obscura. Els seus escrits van ser molt influents a Europa gràcies a les traduccions que es van començar a fer des de l'any 1200. Entre les persones que va inspirar es poden trobar Erazmus Ciolek Witelo, John Peckham, Roger Bacon, Leonardo Da Vinci, René Descartes i Johannes Kepler.

L'any 1088, el científic xinès Shen Kuo (1031-1095) va comparar en el seu llibre Dream Pool Essays un mirall còncau amb el forat pel qual passava la llum a la càmera obscura per tal d'explicar per què s'invertien les imatges. 
Quan un ocell està volant, a terra es veu com la seva ombra es mou en la mateixa direcció. Però si la seva imatge és recollida a través d'un petit forat d'una finestra, llavors l'ombra apareix en direcció contrària a l'ocell.[…] Això es basa en el mateix principi que la d'un mirall còncau. Aquest mirall té una superfície còncava. Si l'objecte és molt a prop, el mirall reflecteix l'objecte del dret. En canvi, si l'objecte es mou cada cop més lluny, hi ha un punt on la imatge desapareix i després la imatge apareix invertida. Per això el punt on la imatge desapareix és com el forat de la finestra.
Shen Kuo va respondre a un dels escrits de Duan Chengshi, Miscellaneous Morsels from Youyang (840), dient que la imatge invertida de la pagoda apareixia invertida per culpa del mar.

### 1100 a 1400: eina òptica i astronòmica, entreteniment
També consta que, durant els segles IX i XI, diversos científics àrabs van escriure unes de les primeres referències documentals sobre la cambra obscura. Aquests científics utilitzaven el sistema per poder veure eclipsis solars sense cremar-se els ulls, però aviat descobriren que podia tenir altres aplicacions. Durant els segles xiii i xiv, també es troben referències sobre la cambra obscura en les obres d'autors com Guillaume de Saint-Cloud i John Peckham, entre d'altres. També durant segle xiii, Roger Bacon coneixia ja el fenomen de la cambra obscura. Però sembla que fins al segle xv amb Leonardo da Vinci no se li va donar aplicació pràctica com a instrument auxiliar per al dibuix. Leonardo també va ser el primer a formular la comparació entre la cambra obscura i l'ull humà, com també va ser el primer a dir que la imatge que es reflectia a l'interior de la cambra era similar a aquella que captava l'ull humà i transmetia al cervell mitjançant el nervi òptic. Descobrí també que la imatge es veia invertida per la intersecció dels raigs convergents, comentant també que la llum sempre viatja en línia recta.
Robert Grosseteste, un filòsof i estadista anglès, va comentar sobre la càmera obscura.

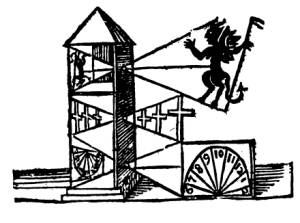
Càmera obscura de tres cambres (atribuïda a Roger Bacon)

Roger Bacon (1219/20 - 1292), un altre filòsof anglès, va declarar erròniament en el De Multiplicatione Specerium (1267) que una imatge projectada a través d'una obertura quadrada era rodona pel fet que la llum viatjava en ones esfèriques i, per tant, assumia la seva forma natural després de passar pel forat. A ell també se li atribueix un manuscrit que aconsellava estudiar els eclipsis solars observant-los per una càmera obscura.
S'ha atribuït a Bacon una imatge d'una càmera obscura de tres capes (vegeu la il·lustració), però no se sap qui li va atribuir aquesta imatge, una imatge molt semblant es troba en l'Ars Magna Lucis et Umbrae (1646) d'Athanasius Kircher.
El frare polonès, teòleg, físic, matemàtic i filòsof Erazmus Ciolek Witelo també va escriure sobre la cambra obscura en el seu influent escrit Perspectiva (1270-1278). Aquest estudi es va basar en gran part en l'obra d'Ibn al-Hàytham.
L'arquebisbe i erudit anlès John Peckham va escriure sobre la càmera obscura en el Tractatus de Perspectiva (1277-79), argumentant erròniament que la llum es projectada gradualment de forma circular un cop ha passat per l'obertura. Aquests escrits van ser influenciats per Roger Bacon.
Al segle xiii, l'astrònom Arnau de Vilanova va utilitzar la càmera obscura per a projectar imatges en directe per tal d'entretenir. Arxivat 2013-12-31 a Wayback Machine.
D'altra banda, l'astrònom francès Guillaume de Saint-Cloud va dir en el seu estudi Almanach Planetarum (1292) que l'excentricitat del sol es podia determinar amb la càmera obscura a partir de la proporció inversa entre les distàncies i els diàmetres solars aparents a l'apogeu i el perigeu.
Kamal al-Din al-Farisí (1267-1319) va descriure en el seu treball Kitab Tanqih al-Manazir (The Revision of the Optics) com ell va experimentar amb una esfera de vidre plena d'aigua en una cambra obscura amb una obertura controlada i va trobar que els colors de l'arc de Sant Martí eren fenòmens de la descomposició de la llum.
El filòsof jueu francès, matemàtic, físic i astrònom Levi ben Gershon (1288-1344) (conegut també com a Guersònides) va realitzar diverses observacions astronòmiques utilitzant la cambra obscura amb el bastó de Jacob, descrivint mètodes per mesurar els diàmetres angulars del sol, la lluna i els planetes Venus i Júpiter. Ell va determinar que l'excentricitat del sol, basant-se en les seves observacions dutes a terme durant els solstices d'estiu i d'hivern del 1334. A més, Levi va explicar com la mida de l'obertura determinava la mida de la imatge projectada. Va escriure els seus descobriments en el seu cinquè llibre (al capítol 5 i 9) del tractat Sefer Milhamot Ha-Shem (Les guerres del Senyor).

### 1450 a 1600: primers retrats, lents, dibuixos, miralls

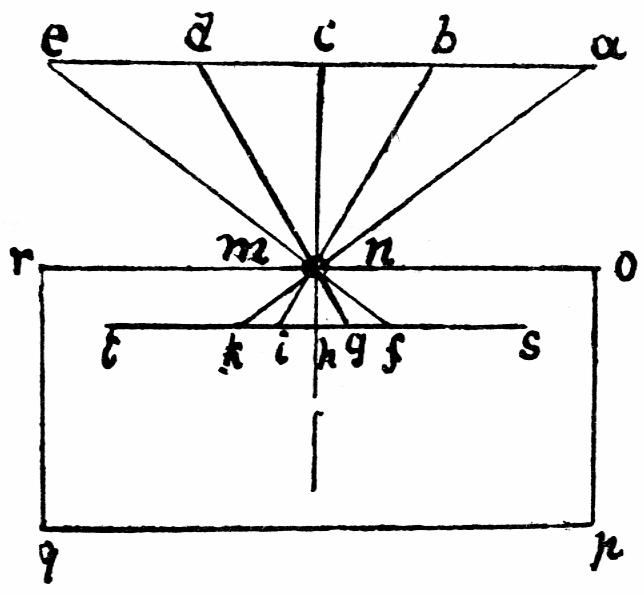
Da Vinci: Deixeu a b c d e ser l'objecte il·luminat pel sol i o r la paret frontal de la cambra obscura en què es troba aquest forat a n m. Sigui el full de paper que intercepti els raigs de les imatges d'aquests objectes a l'inrevés, perquè els raigs són rectes, a a la dreta es converteix en k a l'esquerra i e a l'esquerra es converteix en f a la dreta.

Leonardo Da Vinci (1452-1519) estava familiaritzat amb la traducció llatina del treball de Alhazen. Després de realitzar un extens estudi sobre òptica i visió humana, va escriure la descripció més antiga i coneguda de la càmera obscura en el seu treball sobre miralls l'any 1502. Més tard, aquesta descripció va ser publicada a la col·lecció Codex Atlanticus (traduït del llatí):
Si la façana d'un edifici, un lloc o un paisatge està il·luminat pel sol i aquesta llum passa per un petit forat a la paret d'una habitació d'un edifici que no està directament il·luminat pel sol, tots els objectes il·luminats pel sol enviaran les seves imatges a través d'aquesta obertura i apareixeran, de cap per avall, a la paret que hi ha al davant del forat. Apareixerà aquesta imatge en un tros de paper blanc, que es col·locarà verticalment a l'habitació no gaire lluny d'aquesta obertura, i veureu tots els objectes abans esmentats en aquest paper en les seves formes o colors naturals, però apareixeran més petits i a l'inrevés, a causa de l'encreuament dels raigs en aquesta obertura. Si aquestes imatges provenen d'un lloc il·luminat pel sol, apareixeran acolorides al paper tal com són. El paper ha de ser molt prim i s'ha de veure des de l'esquena.
Tot i això, aquestes descripcions van quedar desconegudes fins que Venturi les va desxifrar i publicar l'any 1797.
Da Vinci estava clarament interessat en el tema de la càmera obscura. Va ser per això que va dibuixar uns 270 diagrames els seus apunts. Sistemàticament, va experimentar canviant la mida i la forma de l'obertura. A més, va comparar el funcionament de l'ull amb aquesta obertura. Ell estava especialment interessat en utilitzar la càmera obscura per demostrar les bases de l'òptica: la inversió de les imatges quan passen a través d'un petit forat, la no-interferència de les imatges, etc.

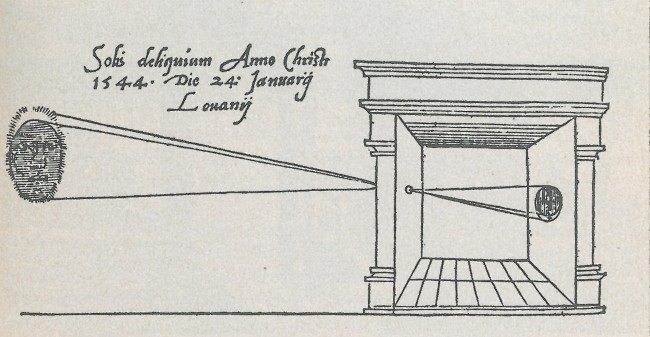
El dibuix més antic publicat d'una càmera fosca. De Radio Astronomico et Geometrico de Gemma Frisius.

El dibuix més antic sobre la càmera obscura es troba al llibre De Radio Astronomico et Geometrico escrit pel físic, matemàtic i creador d'instruments holandès Gemma Frisius. En aquest dibuix s'il·lustra com ell havia utilitzat la càmera fosca per estudiar l'eclipsi solar del 24 de gener del 1544.
L'estudiós Girolamo Cardamo va ser la primera persona en aplicar una lent biconvexa a la càmera, cosa que també va dotar de més definició a les imatges.
El matemàtic i astrònom sicilià Francesco Maurolico (1494-1575) va contestar al problema que havia plantejat Aristòtil anteriorment. La resposta es troba al tractat Photismi de lumine et umbra (1521-1554). Encara que no va ser publicat abans del 1611, després que Johannes Kepler publiqués els seus descobriments.
L'any 1567 a La Pratica della Perspettiva, Daniel Barbaro (1513-570) va utilitzar una càmera obscura amb una lent biconvexa per explicr que la imatge era més vívida si la lent estava coberta, deixant una circumferència al mig.
Friedrich Risner, un matemàtic alemany va proposar una càmera obscura portable. Per això va proposar una espècie de capsa de fusta lleugera que es podia transportar per dos senders a qualsevol lloc desitjat i, un cop s'arribava a la destinació, es podien crear dibuixos topogràfics. Aquesta gran caixa estaria equipada amb lents en cada un dels quatre costats i, situat al centre, un cub de paper. Un home aniria dins de la caixa i dibuixaria les imatges que es projectessin a través de cadascuna de les quatre lents als costats del cub. Una configuració molt similar es va il·lustrar l'any 1645 en el llibre Ars Magna Lucis et Umbrae d'Athanasius Kircher.
Al voltant de l'any 1575, el monjo dominicà i italià, matemàtic, astrònom i cosmògraf Ignazio Danti va dissenyar una càmera obscura gnòmon i una línia meridional per la Basílica de Santa Maria Novella (Florència). Més tard també va dissenyar un gnòmon gegant per la Basílica de San Petroni a Bolonya. El gnòmon es va utilitzar per estudiar els moviments del sol durant l'any i va ajudar a determinar el nou calendari gregorià pel qual Danti va presentar al Papa Gregori XIII i es va instaurar l'any 1582.

Posteriorment, l'italià Giovanni Battista della Porta va descriure la càmera obscura, aplegant tot el coneixement dels científics que el precediren. Ell la va nomenar "obscurum cubiculum" a la seva primera edició de la sèrie de llibres Magia Naturalis. Ell va suggerir utilitzar un mirall convex per projectar la imatge al paper i, així, utilitzar-la com a guia per dibuixar. Della Porta també va comparar l'ull humà a la càmera obscura dient:
La imatge passa a l'ull pel globus ocular igual que passa per la finestra.
La popularitat dels llibres de Della Porta van ajudar a difondre els coneixements de la càmera obscura.
L'any 1585, Giovanni Battista Benedetti, va proposar a Diversarum Speculationum Mathematicarum utilitzar un mirall estirat en un angle de 45 graus amb l'objectiu de posar la imatge (que apareixia dins de la cambra obscura) del dret. Tot i això, la imatge es mantenia invertida però posteriorment es va convertir en una pràctica comuna de les càmeres obscures.
Quan l'any 1588 es va publicar una segona edició del llibre Magia Naturalis, el físic va afegir una descripció molt més tècnica de la càmera i els usos que se’n podien extreure, entre els quals estava el seu ús com a forma d'entreteniment, cosa que després derivaria en el cinema. La continuació de la investigació davant la cambra fosca va acabar duent els científics per dos camins. Un, el que portà al descobriment de la càmera fotogràfica i l'altre, la seva incorporació a l'arquitectura per l'observació de bells paratges.

### 1600 al 1650: nom encunyat, càmera obscura telescòpica, ajuda gràfica portàtil en tendes i caixes
L'ús més primerenc del terme "càmera obscura" es troba al llibre Ad Vitellionem Paralipomena (1604) del matemàtic alemany, astrònom i astròleg Johannes Kepler. Kepler va descobrir el funcionament de la càmera obscura recreant el seu principi amb un llibre que substituïa un cos brillant i enviava fils des dels seus extrems a través d'una obertura acorralada en una taula al terra on els fils recreaven la forma del llibre. També es va adonar que la imatge es "pintava" invertida i es va imaginar que això era corregit d'alguna manera pel cervell.
L'any 1607, Kepler va estudiar el sol utilitzant les seves càmeres obscures i va notar una taca solar, però va pensar que era Mercuri que transitava per davant del sol.
Kepler, en el seu llibre de 1611 Dioptrice va descriure com la imatge projectada de la càmera obscura podia ser millorada i revertida amb una lent. Es creu que més tard va utilitzar un telescopi amb tres lents per revertir la imatge a la càmera obscura.
L'any 1612, el matemàtic italià Benedetto Castelli va escriure al seu mentor, l'astrònom, físic, enginyer, filòsof i matemàtic italià Galileo Galilei sobre la projecció d'imatges del sol a través d'un telescopi (inventat el 1608) per estudiar les taques solars recentment descobertes. Galilei va escriure sobre la tècnica de Castelli al sacerdot jesuita alemany, físic i astrònom Christoph Scheiner.
Des de l'any 1612 fins a almenys el 1630, Christoph Scheiner va estar estudiant aquestes taques solars i construint nous sistemes de projecció solar telescòpica. Va anomenar a aquests "Heliotropii Telioscopici", posteriorment conegut com a helioscopi. Per als seus estudis, Scheiner va construir una caixa al voltant del final de visió/projecció del telescopi, que es pot veure com la versió més antiga coneguda d'una càmera obscura. Scheiner també va fer una càmera portàtil fosca.
El matemàtic, físic i arquitecte François d'Aguilon, en el seu llibre de 1613, Opticorum Libri Sex,va descriure com algunes persones enganyaven a la gent afirmant que coneixien la nigromància i que aixecarien els fantasmes del dimoni des de l'infern per mostrar-los al públic a l'interior una càmera obscura. Per fer això, un assistent amb la màscara del diable es projectava a través d'una lent a la cambra fosca, espantant els espectadors.
El 1620, Kepler va utilitzar la cambra obscura portàtil amb un telescopi modificat per dibuixar paisatges.

L'inventor holandès Cornelis Drebbel creia que havia construït una càmera obscura que corregia la inversió de la imatge projectada. El 1622 va vendre una al poeta holandès, compositor i diplomàtic Constantijn Huygens qui ho va utilitzar per pintar i ho va recomanar als seus amics artistes. Huygens va escriure als seus pares (traduït del francès):
Tinc a casa l'altre instrument de Drebbel, que sens dubte fa efectes admirables en la pintura gràcies a reflexió en una cambra fosca; no és possible que et reveli la bellesa en paraules; tota pintura està morta per comparació, ja que aquí hi ha vida o alguna cosa més elevada. La figura i el contorn i els moviments s'uneixen naturalment i d'una manera molt agradable.

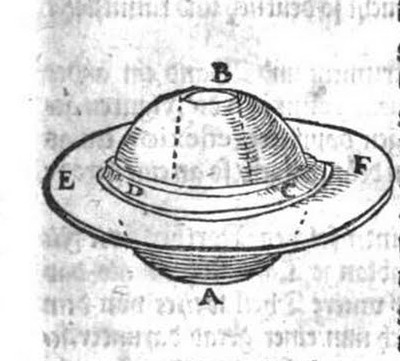
Il·lustració d'una scioptric ball de Daniel Schwenter (1636).

L'alemany d'estudis orientals, matemàtic, inventor, poeta i bibliotecari Daniel Schwenter va escriure en el seu llibre Deliciae Physico-Mathematicae sobre un instrument que un home de Pappenheim li havia demostrat. Aquest instrument permetia que el moviment d'una lent es projectés més d'una escena a través de la càmera obscura. Consistia en una bola tan gran com un puny, a través del qual es feia un forat (AB) amb una lent adjunta a un costat (B). Aquesta pilota es col·locava a l'interior de dues meitats d'una part d'una bola buida que s'enganxava (CD), on es podia girar. Aquest dispositiu es connectava a la paret de la càmera obscura (EF). Aquesta junta de Cardan es va anomenar posteriorment scioptric ball.
El filòsof, matemàtic i científic francès René Descartes, en el seu llibre Dioptrique, va proposar posar un ull d'un home recentment mort (o si un mort no estava disponible, l'ull d'un bou) en una obertura en una cambra fosca i esborrant la carn de l'esquena fins a poder veure la imatge invertida formada a la retina.
El filòsof jesuita italià, matemàtic i astrònom Mario Bettini, a Apiaria universae philosophiae mathematicae (1642) va escriure sobre la construcció d'una càmera fosca amb dotze forats. Quan un soldat de peu es trobava davant de la càmera, es projectaria un exèrcit de dotze persones de soldats que fessin els mateixos moviments.
El matemàtic francès, de l'orde dels Mínims i pintor d'art anamòrfic Jean-François Nicéron va escriure sobre la càmera obscura amb lents convexes. Va explicar com la càmera obscura podria ser utilitzada pels pintors per aconseguir una perspectiva perfecta en el seu treball. També es va queixar de com els xarlatans utilitzaven la càmera obscura per enganyar als espectadors sense sentit i fer-los creure que les projeccions eren ciència màgica o ocultista. Aquests escrits van ser publicats en una versió pòstuma de La Perspective Curieuse (1652).

### 1650 al 1800: introducció de la llanterna màgica, ajuda per pintar
L'ús de la càmera obscura per projectar espectacles especials per entretenir a un públic sembla haver estat molt rar. Una descripció del que probablement era un espectacle en 1656 a França, va ser escrit pel poeta Jean Loret. La societat parisenca va ser presentada amb imatges de palaus, balls de ballet i lluites amb espases. L'actuació estava en silenci i Loret es va sorprendre que tots els moviments no fessin res. Loret se sentia una mica frustrat que no sabia el secret que feia possible aquest espectacle. Hi ha diverses pistes que es tractava d'un espectacle de càmera obscura, en lloc d'un espectacle de llanterna màgica, especialment en la imatge invertida i els moviments energètics.
El científic jesuïta alemany Gaspar Schott va sentir parlar sobre un petit dispositiu de càmera obscura que havia vist a Espanya, el qual es podia portar sota un braç i podia amagar-se sota un abric. A continuació, va construir la seva pròpia càmera obscura portable, que podria centrar-se a lliscar una part de caixa de fusta instal·lada dins d'una altra part de caixa de fusta. Va escriure sobre això l'any 1657 mitjançant Magia universalis naturæ et artis.
El 1659 es va introduir la llanterna màgica i va substituir en part la càmera fosca com a dispositiu de projecció, mentre que la càmera obscura va romandre popularment com a ajuda de dibuix. La llanterna màgica es pot veure com un desenvolupament de la càmera obscura.
Els mestres holandesos del segle xvii, com Johannes Vermeer, van ser coneguts per la seva magnífica atenció als detalls. S'ha especulat molt que van fer ús de cambres obscures. És per això que una part d'artistes d'aquest període sigui una qüestió de controvèrsia considerable, recentment ressuscitada per la tesi de Hockney-Falco. David Hockney creu que, a banda de Vermeer, molts altres artistes com Leonardo da Vinci o Caravaggio van emprar dispositius òptics com la càmera obscura per aconseguir una millor perspectiva en les seves obres, i obtenir resultats fotorealistes. De fet, Hockney va publicar un llibre reforçant aquesta teoria anomenat Secret Knowledge: Rediscovering the Lost Techniques of the Old Masters.
El filòsof alemany Johann Sturm va publicar un article il·lustrat sobre la construcció d'una càmera obscura portàtil amb un mirall de 45 ° i una pantalla de paper oliada en el seu llibre Collegium experimentalale: sive curiosum (1676).
Johann Zahn amb Oculus Artificialis Teledioptricus Sive Telescopium, publicat el 1685, conté moltes descripcions, diagrames, il·lustracions i esbossos tant de la càmera obscura com de la llanterna màgica. Un dispositiu manual amb un mecanisme de reflex del mirall va ser proposat per primera vegada per Johann Zahn l'any 1685, un disseny que posteriorment s'utilitzaria en càmeres fotogràfiques.
El científic Robert Hooke va presentar un document el 1694 a la Royal Society, en el qual va descriure una càmera obscura portàtil. La descrivia com una caixa amb forma de con que s'adaptava al cap i les espatlles del seu usuari.
Des del començament del segle xviii, artesans i òptics van fabricar dispositius de càmera obscura en forma de llibres, molt apreciats pels amants dels dispositius òptics.
Un capítol de Saggio sopra Pittura (1764) del comte Algarotti està dedicat a l'ús de la càmera òptica en pintura.
Al segle xviii, gràcies als desenvolupaments de Robert Boyle i Robert Hooke, es va facilitar la disponibilitat d'una sèrie de models de maquetes portàtils. Aquests van ser àmpliament utilitzats pels artistes amateurs durant els seus viatges, però també van ser emprats per professionals, entre ells Paul Sandby i Joshua Reynolds. Actualment, una d'aquestes càmeres es troba ara al Museu de les Ciències de Londres. Aquestes càmeres van ser posteriorment adaptades per Joseph Nicephore Niepce, Louis Daguerre i William Fox Talbot per crear les primeres fotografies.

## La càmera fosca a la pintura
Al llarg de la història han existit pintors, artistes i erudits que van fer servir instruments òptics com la càmera fosca per a la creació de les seves obres. Dos dels primers a utilitzar aquest artefacte en l'àmbit de la pintura van ser l'alemany Alberto Durero i l'italià Leonardo da Vinci als segles XV i XVI, amb la qual dibuixaven de forma primària els elements que s'hi reflectien. A partir d'aquell instant, la càmera fosca passaria a ser utilitzada com a eina auxiliar de la pintura i el dibuix, amb la posterior expansió per tot Europa. No només farien servir la càmera fosca, sinó que també utilitzarien altres artefactes del camp de l'òptica com la càmera lúcida o els miralls convexos en el cas dels pintors romàntics per a la projecció d'imatges sobre llenços.
El model de cambra fosca emprada pels pintors del Renaixement adquiria unes dimensions d'una habitació, amb l'objectiu que el pintor s'hi introduís i pogués dibuixar al seu interior allò que es reflectia des de fora. Perquè funcionés, se situava un paper translúcid a la part posterior, davant de l'orifici per on entrava la llum, el qual havia de ser de proporcions reduïdes per aconseguir que la imatge es formés correctament, altrament era impossible obtenir una imatge detallada i nítida que permetés una representació propera a la realitat de les coses.
Aquesta teoria que molts pintors coneguts com Van Eyck, Ingres, Velázquez, Caravaggio, Vermeer i Holbein van fer servir la càmera fosca i diferents artefactes amb lentes i miralls per captar el més mínim detall i aconseguir la perfecció en el traç en les seves obres més realistes, la va sostenir el 2001 el pintor David Hockney al seu llibre El coneixement secret, que va causar moltes controvèrsies en el món de la investigació.
Posteriorment, es té constància d'un esbós d'un altre tipus de cambra fosca "transportable", realitzat per Athanasius Kircher al segle xvii, que es conserva a la Biblioteca Nacional de París i que ell mateix defineix a la seva obra Ars magna lucis et umbrae. Aquesta càmera estava composta per un cub exterior de dimensions considerables per permetre l'accés i l'acció d'una persona al seu interior. També comptava amb una lent a les dues parets laterals ia l'interior es constituïa un prisma mitjançant pantalles de paper transparent i tensat, on el pintor plasmava les escenes projectades des de l'exterior. Però aquest invent no va passar mai de ser un esbós, ja que la càmera per ser transportable havia de ser prou ligera i ferma per poder ser treta, contràriament a la seva popular idea de la "llanterna màgica", la popularitat de la qual s'estendria per tot Europa i acabaria sent el germen del cinematògraf.

### Caravaggio
Un altre pintor a qui també se li atribueix la utilització d'instruments òptics en la realització de les seves obres és l'artista renaixentista Caravaggio durant el segle XVI. Un estudi presentat per la investigadora Roberta Lapucci, professora de la Studio Arts College Internacional de Florència no va dubtar a qualificar al mestre del clarobscur com un precursor de la fotografia. Pel que sembla, Caravaggio treballava en una habitació fosca il·luminant els seus models mitjançant un forat a la teulada, de manera que utilitzant un mirall i una lent, es produïa la projecció de la imatge al llenç.Possiblement, el pintor fixava la imatge a la pantalla exposant mitja hora a la llum i amb l'aplicació de substàncies sensibles a aquesta, com la barreja de carbonat de pols i altres substàncies químiques i minerals que eren visibles a la foscor, cosa que possibilitava realitzar el dibuix a grans trets. Caravaggio fixava la imatge exposant-la durant mitja hora sobre el llenç i fent servir substàncies sensibles a la llum. Durant aquest temps, emprava carbonat de plom barrejat amb substàncies químiques i minerals que eren visibles en la foscor i li permetien dibuixar el quadre a grans trets. Pel que sembla, un dels principals elements en aquestes mescles era el mercuri, que pot afectar el sistema nerviós causant irritabilitat. Segons Lapucci, això explicaria el fort temperament del pintor.
Un altre detall que dona suport a aquesta teoria és que en els quadres de l'italià els personatges solen ser esquerrans.

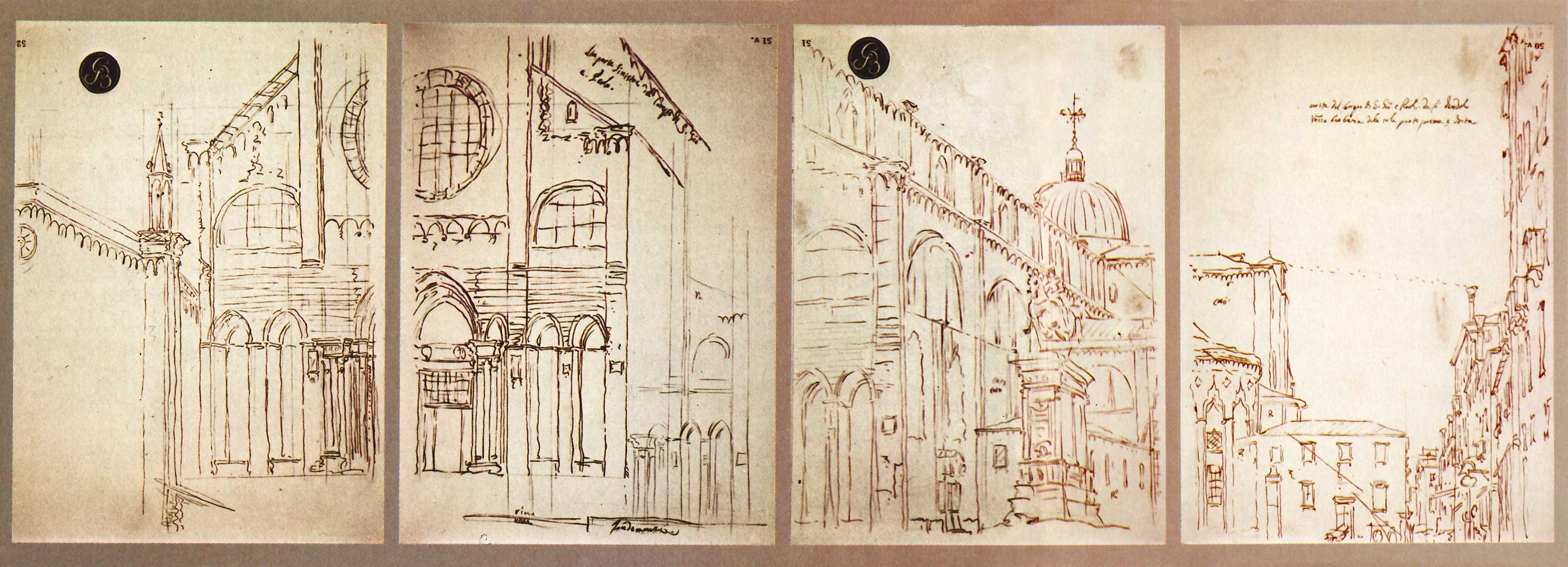
Canaletto: Basílica dels sants Giovanni e Paolo, a Venècia. Esbossos obtinguts mitjançant una càmera obscura.

| «                 | Això s'explica perquè la imatge projectada en el llenç està a l'inrevés | » |
| — Roberta Lappuci |                                                                         |   |

### Canaletto

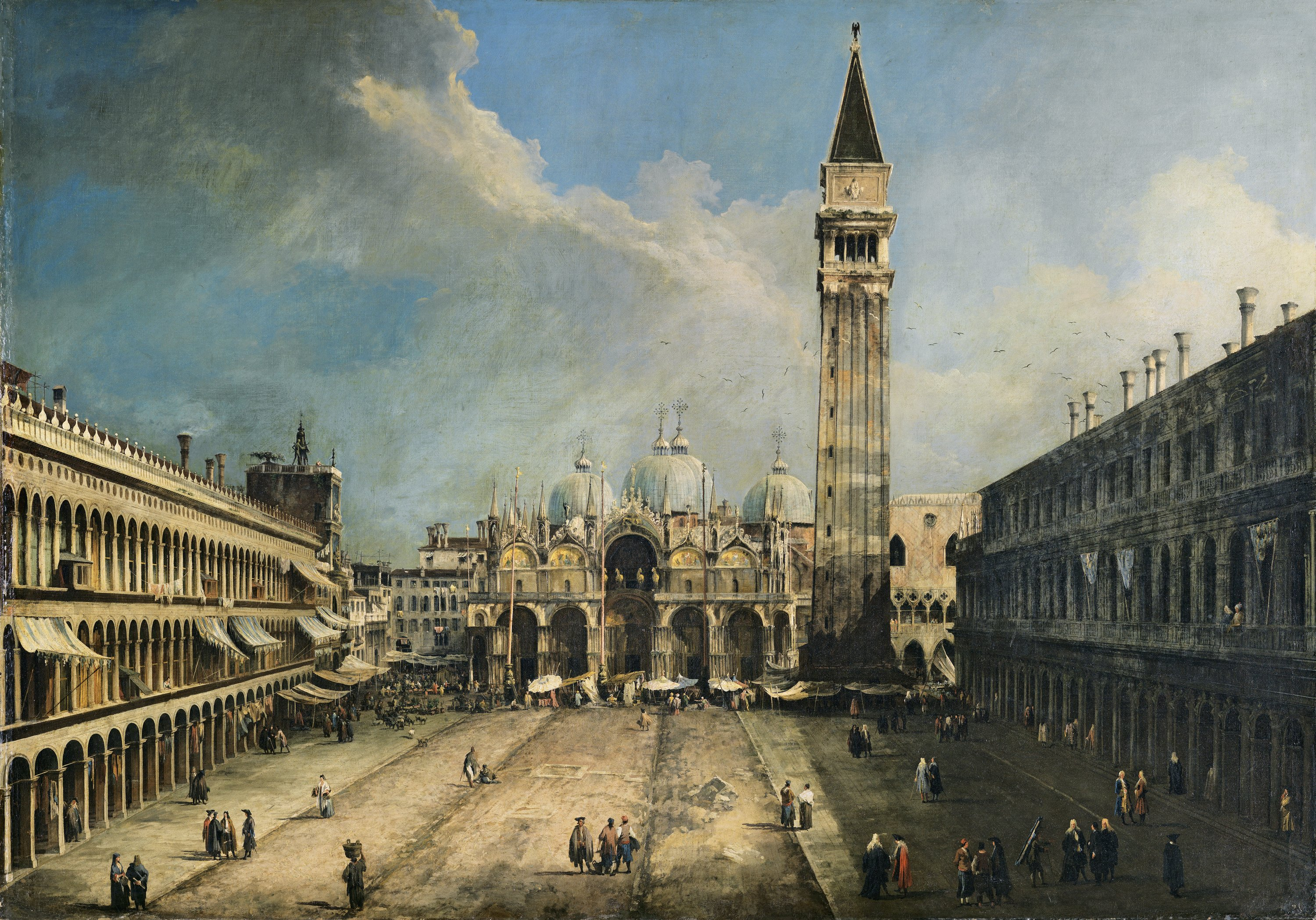
Canaletto- La plaça de San Marco a Venècia

També es té constància que al Museu Correr de Venècia compta, dins de la seva col·lecció, amb una càmera fosca sota la inscripció “A. Canal”. Aquest nom porta a intuir que la caixa òptica podria haver sigut propietat de Giovanni A. Canal, conegut com a pintor amb el nom de Canaletto, que data del segle xviii, encara que no està provat que fos de la seva pertinença. Aquesta càmera fosca present al museu podria haver sigut “una de les nombroses i de diverses classes que va fer servir” (Puppi, 1981, pàgina 8). Philip Steadman descrivia una d’aquestes càmeres fosques del pintor venecià com una caixa tancada amb una pantalla translúcida externa. Bernard Aikema i Boudewijn Bakker, a “Painter of Venice: The Story of the Venetian ‘Veduta’” (Univ of Washington Pr, 1969), comparaven la càmera fosca usada per Canaletto amb el funcionament d’una càmera reflex moderna. La imatge, exposaven, que entraria a la caixa fosca a través d’una lent, seria projectada a un paper de vidre esmerilat, prou gran per permetre a l’artista traçar un esbós en un paper.
La utilització de la càmera fosca permetria immortalitzar en directe la vida quotidiana de Venècia, així com sobre contrastos socials; per això és considerat un dels primers precursors de l'experimentació amb la llum a la pintura, ja que solia accedir als llocs més alts per captar en directe els efectes lluminosos de la tardor i amaniment. No obstant això, els seus quadres fan pensar que Canaletto no va fer un ús excessiu d'aquest invent. Ell no es deixava condicionar per la realitat, sinó que la modificava al seu gust. Els seus quadres són una síntesi de diferents punts de vista, és a dir que no sempre els va fer dins dels límits de la perspectiva. El cas més evident és el de les panoràmiques de cent vuitanta graus de la plaça de San Marco, les vistes del qual abasten més del que es pot veure d'una sola vegada.

### Velázquez

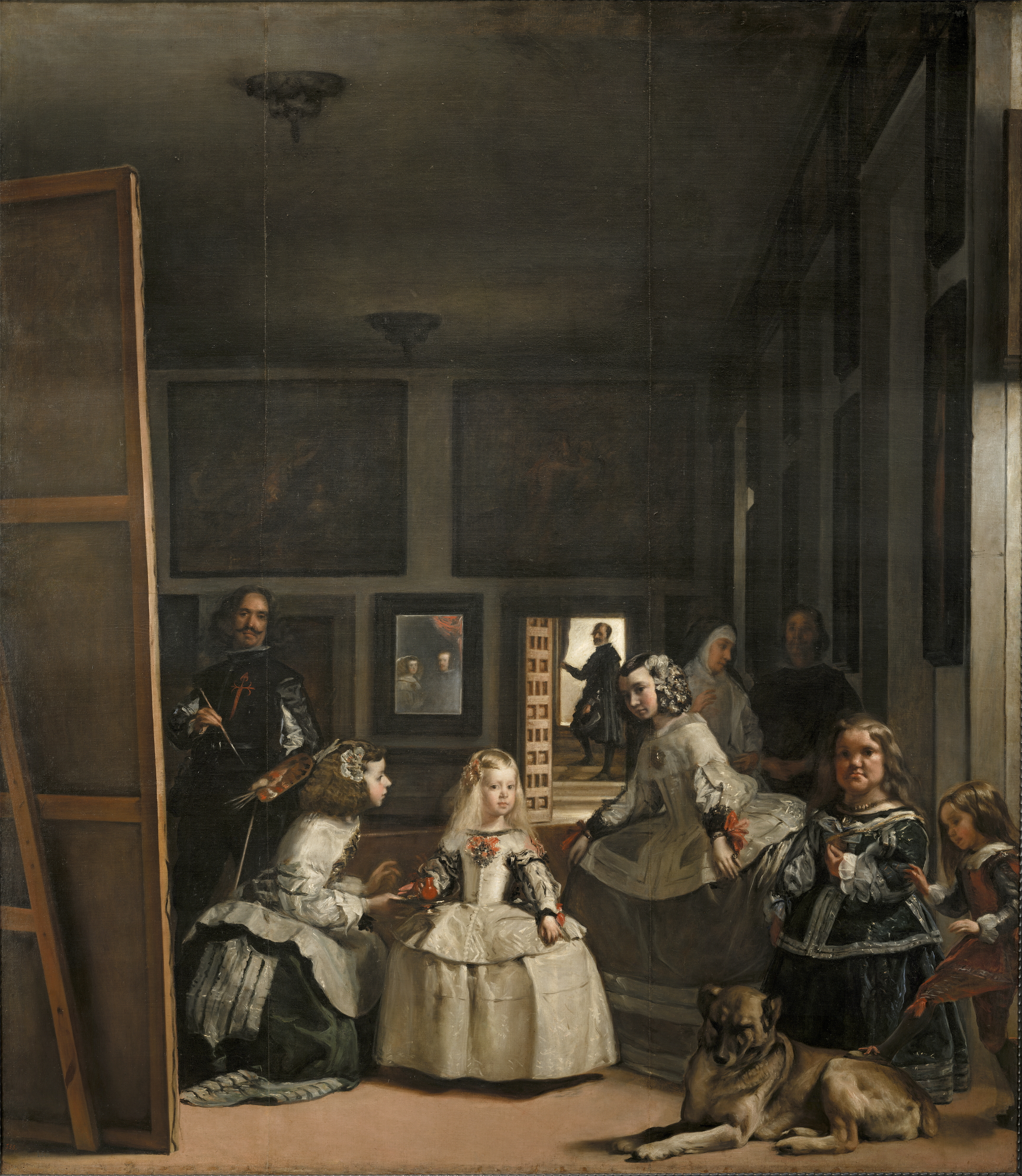
Las Meninas (1656) - Diego Velázquez

Velázquez va ser un altre dels pintors a qui molts teòrics li atribueixen l'ús de la cambra fosca per fer els seus retrats més realistes, en concret, per pintar Las meninas. Segons l'estudi del professor i investigador de la Universitat Politècnica de Catalunya Miguel Usandizaga, és molt probable que Las meninas es pintessin amb l'ajuda d'una gran cambra fosca. Però, aquest no és un estudi aïllat, ja que en 2018 Fernando Zaparaín Hernández,va afirmar que la composició que ofereix el quadre és molt semblant a la visió d'una càmera.
S'hauria ajudat aquest artefacte per dibuixar les línies i perspectives generals sobre el llenç de grans dimensions seguint la projecció d'un altre quadre anterior i més petit. Això ho podria haver fet mitjançant la inversió del funcionament d'una cambra fosca de tipus cabina, il·luminant-ne l'interior i deixant a les fosques l'habitació. Això permetria explicar la precisió en la còpia de les línies rectes i perspectives de l'espai pictòric d'un quadre a l'altre, una exactitud molt complicada d'aconseguir a mà alçada, però molt possible mitjançant l'ús de la cambra fosca.
Una de les proves més cridaneres, per a demostrar l'ús de la cambra fosca, és que van col·locar una cambra en el lloc de l'observador, on se suposa que estava el pintor, i les línies de fugida coincidien amb el que veiem en l'immens llenç. En 2020 es va publicar l'estudi de Miguel Usandizaga, en el qual demostrava que Velázquez va utilitzar una cambra fosca per a reproduir fidelment els espais i donar aquesta sensació barroca de la realitat.
Aquesta teoria prové de l'observació detinguda d'un altre quadre. En el comtat de Dorset, al Kingston Lacy del Regne Unit, es conserva l'única còpia coneguda de Las meninas. El que va cridar l'atenció va ser una línia vertical que no està en el quadre del Prado , darrere del personatge que pega una puntada al gos. Les perspectives de tots dos quadres són idèntiques, malgrat la diferència de grandària. És un esbós, un quadre preparatori, o si volem un negatiu del gran quadre en el qual es van corregir unes certes coses per a dissimular l'ús de la cambra. El procés és cridaner. En primer lloc, Velázquez es va servir de la cambra fosca per a traçar en el llenç de Kingston Lacy les línies de la perspectiva, després va ficar el quadre dins de la cambra, la va il·luminar per dins (com un canó de llum) i va projectar l'apunt en el llenç definitiu per a aconseguir les línies finals.

### Vermeer

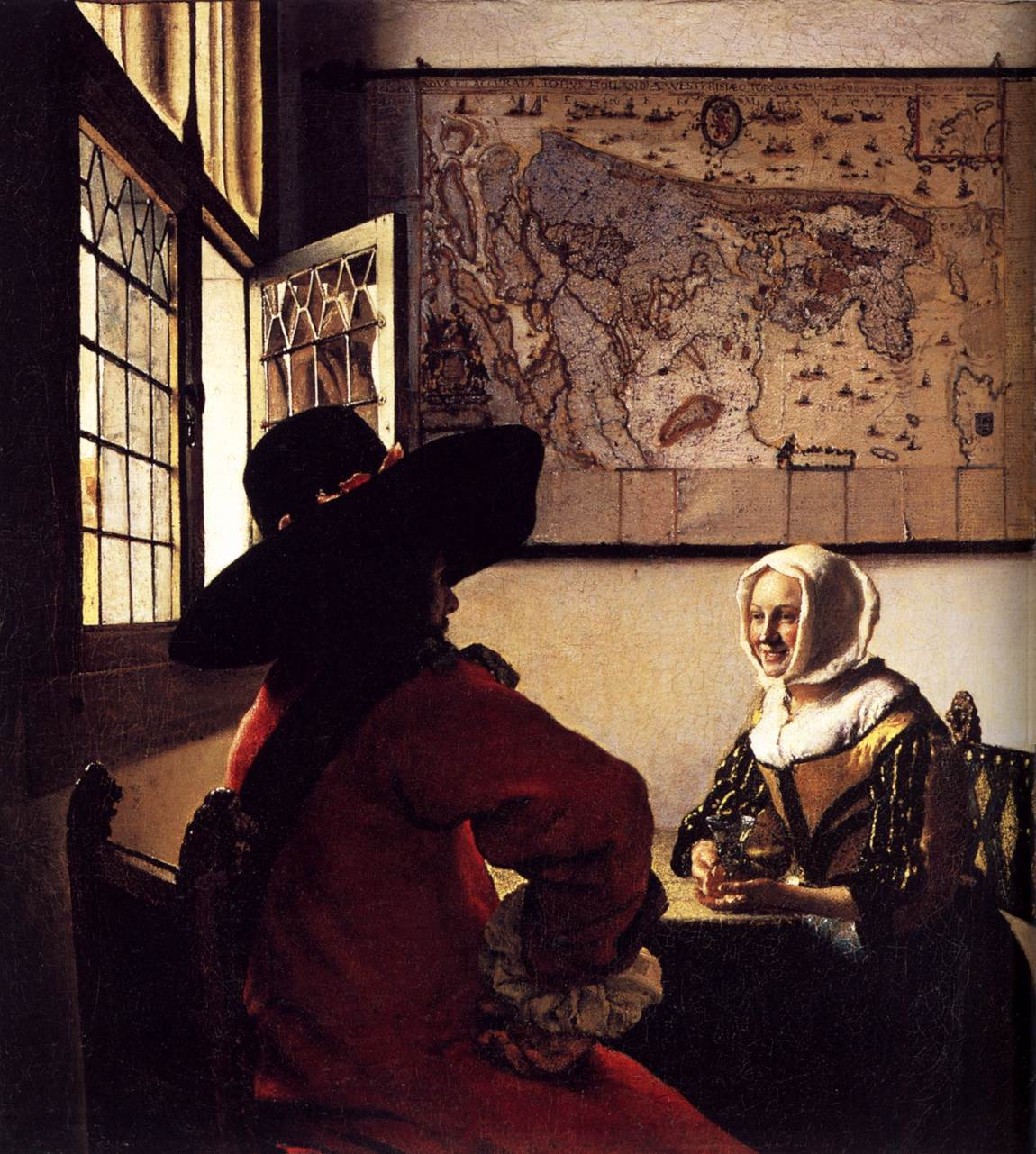
L'Oficial i la Noia Rient (1655-1660) - Johannes Vermeer

Durant més de cent anys, s'ha suggerit que el gran mestre holandès del segle XVII Johannes Vermeer va fer ús de la càmera obscura com a ajuda a la pintura. Actualment, no hi ha cap prova documental que doni suport a aquesta idea. L'única font d'informació per la qual s'afirma que va fer ús de la cambra obscura són les seves pròpies pintures. La primera persona que va fer el suggeriment, ja el 1891, va ser l'artista gràfic nord-americà Joseph Pennell, que va assenyalar el que ell va anomenar la "perspectiva fotogràfica" de l'Oficial i la Noia Rient de Vermeer. Les dues figures es troben molt a prop a la cantonada de la taula. Però la imatge del cap de l'oficial és aproximadament el doble que la de la noia somrient. La perspectiva és perfectament correcta en un sentit geomètric, no obstant això, la discrepància sorgeix perquè el punt de vista del quadre és proper al soldat. Avui en dia, estem familiaritzats amb els objectes de primer pla que apareixen molt grans en instantànies. Però en la pintura del segle XVII això és bastant inusual, i els contemporanis de Vermeer haurien fet que les figures humanes en una composició d'aquest tipus fossin molt més iguals en grandària. Va ser llavors quan múltiples historiadors de l’art com Lawrence Gowing o Charles Seymour Jr van donar suport a aquesta tesi.

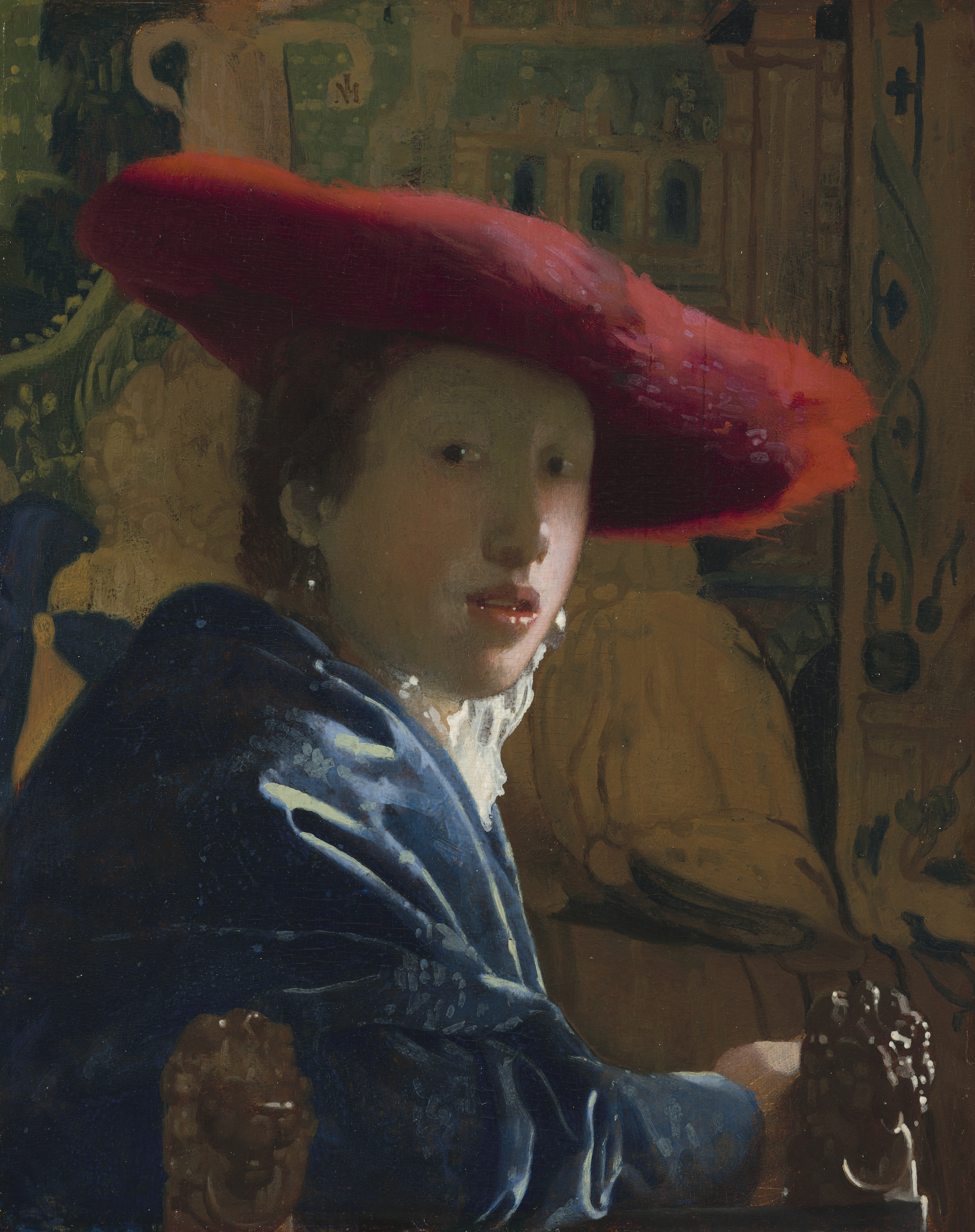
Noia amb un barret vermell (1665-1669) - Johannes Vermeer

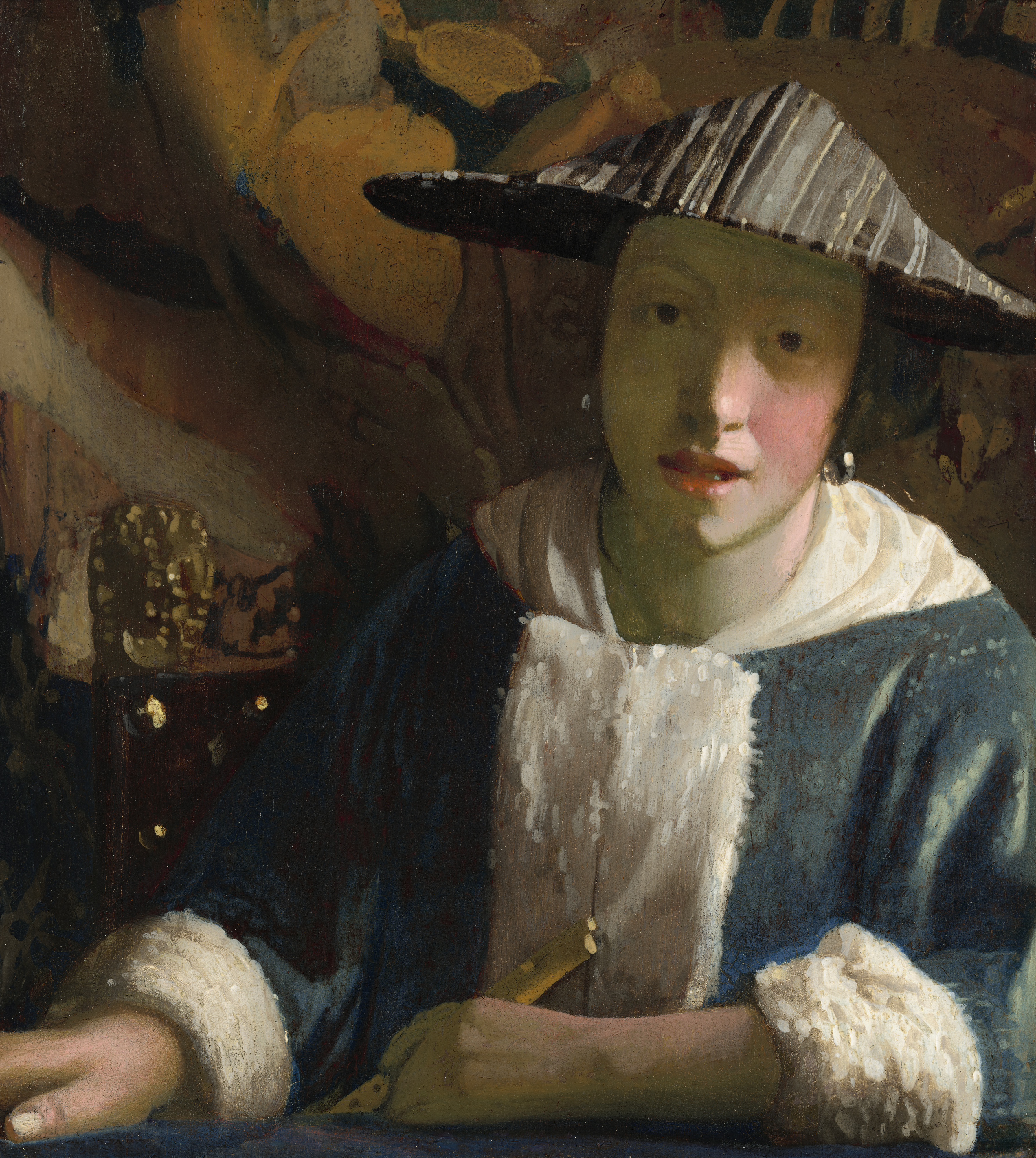
Noia amb una flauta (1665-1675) - Johannes Vermeer

Una segona raó per suggerir que Vermeer va utilitzar la càmera obscura té a veure amb els mapes que mostra penjats a la paret en una sèrie de pintures. Es tracta de mapes reals, impresos en fulls de paper que s'enganxaven junts sobre suports de tela. L'historiador de l'art James Welu ha identificat tots els mapes i globus de Vermeer, i ha trobat exemples supervivents en museus i biblioteques. Si observem una còpia real del mapa d'Holanda que es mostra en Officer and Laughing Girl, és immediatament obvi que Vermeer l'ha copiat amb extrema fidelitat, amb el suposat ús d'una càmera obscura. Cal reconèixer que Vermeer podria haver obtingut la seva "perspectiva fotogràfica", i reproduccions exactes dels mapes, per una sèrie de mètodes diferents de traçar imatges de càmera. Tanmateix, els estudiosos han assenyalat efectes en els llenços de Vermeer que semblen portar marques més distintives d'una manera òptica de treballar. Per exemple, és significatiu que hi hagi diversos passatges on Vermeer sembla pintar amb un enfocament molt suau, com en el seu petit retrat de la Noia amb un barret vermell. Observem que els caps de lleons esculpits, que coneixem per altres pintures, són decoracions a la part posterior de les cadires. Vermeer té una forma molt característica de mostrar reflexos en superfícies reflectants com la ceràmica, la fusta polida o -en aquest cas- el llautó polit. En realitat, un ressaltat pren la forma de la font de llum que reflecteix. Com que Vermeer pinta a l'interior, les fonts de llum serien les finestres; i, per tant, les llums resultants serien en realitat de forma rectangular, potser distorsionades en formes a quatre cares amb vores corbes on es formen en superfícies corbes. Aquí, però, Vermeer ha tendit a pintar les llums en els caps dels lleons com a veritables cercles. S'ha suggerit que el que està fent és imitar efectes accidentals d'imatges òptiques lleugerament desenfocades. El que passa és que la lent difon punts de llum brillants en els anomenats cercles de confusió. Aquests efectes no serien vistos a simple vista. L'historiador d'art Charles Seymour i el fotògraf Henry Beville han intentat reproduir aquests efectes, fotografiant un cap de lleó decoratiu similar en una càmera de plaques lleugerament desenfocada, amb algun èxit convincent. Diversos autors, incloent Seymour, han argumentat que Vermeer va pintar aquest i un altre petit retrat, Noia amb una flauta, utilitzant una càmera de caixa. Les mides d'ambdues imatges són de l'ordre de la mida d'una pantalla de caixa típica.

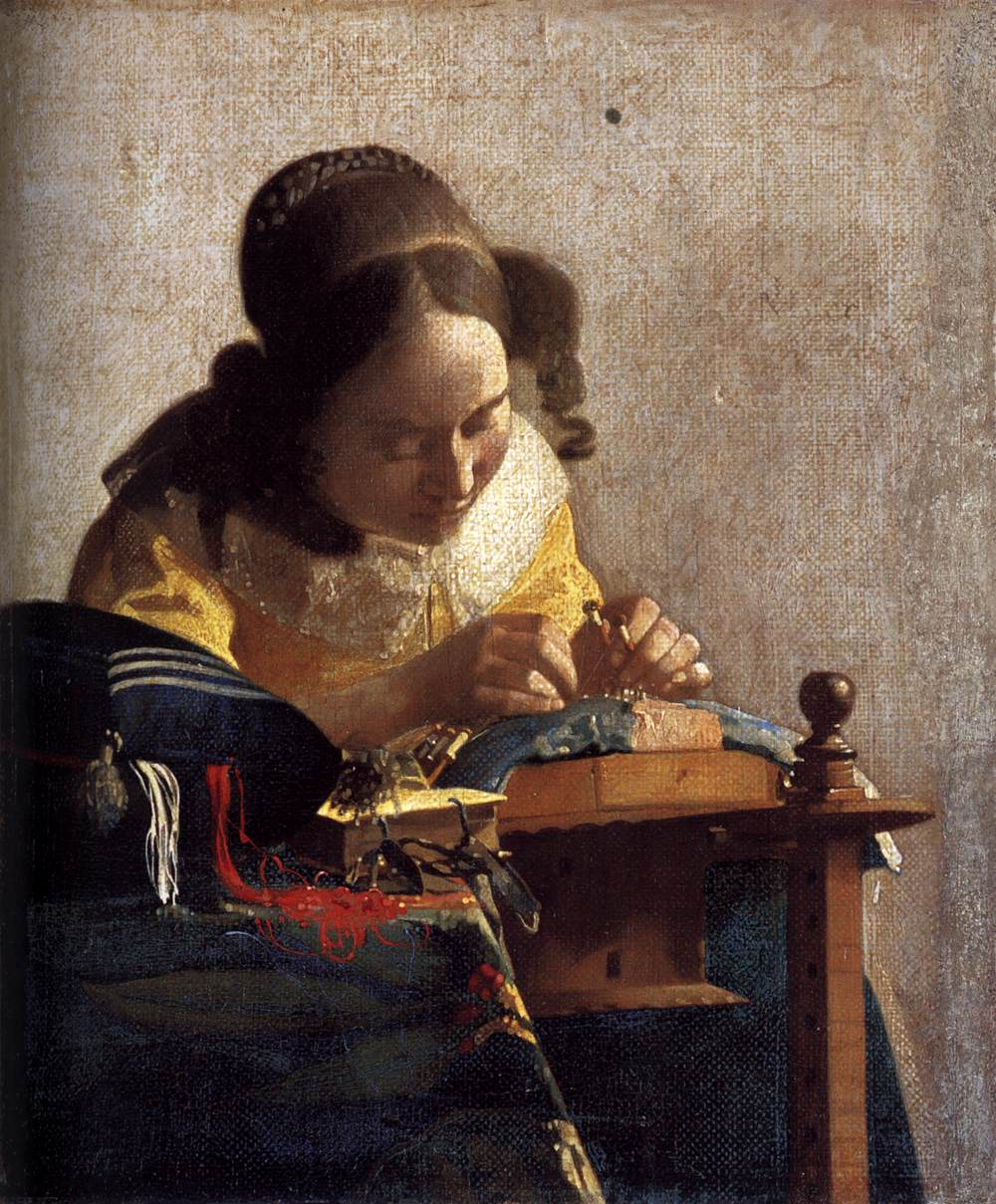
La puntaire (1669-1670) - Johannes Vermeer

Un altre exemple en què David Hockney afirma que Vermeer podria haver empreat la cambra obscura és en la seva obra La Puntaire. Segons David Hockney en la seva obra Secret Knowledge: Rediscovering the Lost Techniques of the Old Masters, afirma que el nostre ull humà enfoca automàticament el que sigui que estigui mirant, però la imatge produïda per una càmera té un sol focus, deixant altres àrees borroses. Això es pot veure en aquesta obra on els objectes que apareixen en primer pla, els utinsilis de costura, apareixen borrosos.
| «                                                                                       | "Resolt a registrar exactament el que veia, Vermeer no va menysprear aquells avançaments mecànics dels quals tan ufana estava la seva època. En molts dels seus quadres es troben les proporcions exagerades de la fotografia i la llum ve representada per aquestes boletes que no es veuen a simple vista però que apareixen en el visor d'algunes càmeres antigues. Hi ha qui pensa que utilitzava l'anomenada "camera obscura", que projecta la imatge sobre una fulla blanca; però jo m'imagino que miraria per una lent a l'interior d'una caixa amb un tros de vidre desllustrat escairat, pintant després exactament el que veia". | » |
| — David Hockney, Secret Knowledge: Rediscovering the lost techniques of the Old Masters | |   |

## Cambra obscura i alquímia
La cambra obscura, si bé va ser creada en resposta a les necessitats de pintors i científics, en l'antiguitat també va ser coneguda com a “caixa màgica” i va estar estretament relacionada amb un animal fantàstic: l'unicorn. S'han trobat diferents escrits i esbossos que descriuen la cambra obscura però l'orifici i l'efecte de producció d'imatges que la caracteritza només podia donar-se si es perforava la “caixa” amb la banya d'un unicorn.
Des del segle iv, mags i alquimistes van investigar fenòmens relacionats amb la llum i les imatges. Fata Morgana, fetillera de la cort i germana d'Arturo, gelosa del prestigi de Merlí va aconseguir robar secrets del mag per tractar d'utilitzar-los, entre ells, es va trobar el següent escrit: «(...) L'ull de la caixa màgica haurà de ser perforat amb una banya d'Unicorn, de no ser així, resultarà per complet inefectiva.«(...). Aquesta creença va perdurar fins al segle xi i es creia que els unicorns es van extingir per l'ús que se li donava a les seves banyes per utilitzar-los en funció de la ja esmentada “caixa màgica”. Amb Merlí apareix la primera referència a l'Unicorn i la seva participació en el “art de aprehendre imatges”.
Tzung Ching Pung, alquimista del segle VI va fer aquesta altra referència: «(...)Per aconseguir belles i delicades reproduccions, tant de boscos i llacs, així com de qualsevol cosa en general, és necessari disposar de la banya d'Unicorn de Tchung-*Kuo.«(...)2
Abdel-el-Kamir no descriu la cambra obscura com el seu contemporani Merlí, no obstant això, dona una recepta de com preparar una emulsió sensible a la llum, aquesta és, la pel·lícula fotogràfica. És fins al segle xi, amb l'alquimista Adojuhr, que s'utilitza per primera vegada la cambra obscura (càmera màgica segons ell) amb una emulsió extraordinàriament sensible, que li va permetre imprimir imatges en moviment àdhuc mancant de lent.
Les al·lusions a l'Unicorn de Merlí i Tzung Ching Pung són vagues, en el de Adojuhr succeeix el contrari, doncs fa una detallada i minuciosa descripció d'aquest animal, també assenyala a més, la utilitat de la banya de cadascuna de les diferents espècies per a la perforació de el “objectiu” de les caixes màgiques. Algunes transcripcions de Adojuhr:
«(...)Es pren una banya d'Unicorn, s'agusa finalment per la punta, i amb ell es practica un petit orifici sobre qualsevol superfície refulgent. Per aquest orifici podran fer-se passar, comprimint la seva essència, tota classe de persones, objectes i llocs, mateixos que hauran de ser guardats acuradament en una caixa de cartró on romandran per l'eternitat, per ser trets quan algú els necessiti.«(...)3
Una altra de les funcions que també se li van arribar a donar a aquesta caixa màgica és la de “aprehendre esperits malignes” i buscar la forma d'exterminar-los, en les representacions de l'alquimista es veu més clarament l'anterior. Es creia que existien diferents espècies d'Unicorns i cadascun s'usava d'una forma diferent en les caixes màgiques.

## La cambra obscura com a espectacle
Algunes cambres obscures van ser construïdes com a atraccions turístiques, però ja en queden cada vegada menys. Alguns exemples poden trobar-se encara a Grahamstown (Sud-àfrica), a la Torre de Tavira a Cadis (Espanya) i a Dumfries i Edimburg (Escòcia).

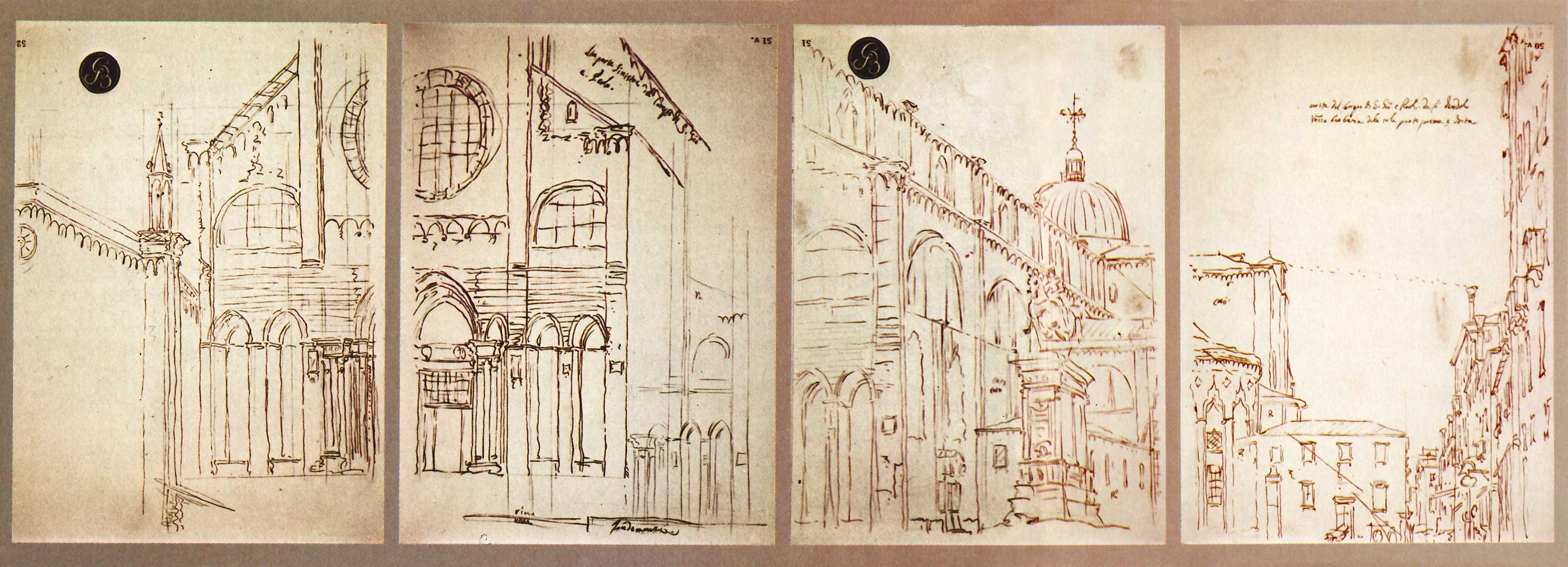
Canaletto: Basílica dels santsGiovanni i Paolo, en Venècia. Esbossos obtinguts mitjançant una cambra obscura.